# Комо (град)
Комо (итал. Como) је град у северној Италији. Град је средиште истоименог округа Комо у оквиру италијанске покрајине Ломбардија.
Град Комо је познат као важно туристичко одредиште у овом делу Италије, а околина града, обдарена са прелепим видицима на град и језеро, одавно привлачи људи из светског џет-сета.

## Географија
Град Комо налази се у северном делу Падске низије, на свега 40 км северно од Милана. Град се налази на југозападном темену истоименог језера Комо, на месту где се басен језера најближе везује за Падску низију, која се пружа јужно. Око града се стрмо издижу најјужнији гребени Алпа.

### Клима
| Клима (Комо)               | Клима (Комо) | Клима (Комо) | Клима (Комо) | Клима (Комо) | Клима (Комо) | Клима (Комо) | Клима (Комо) | Клима (Комо) | Клима (Комо) | Клима (Комо) | Клима (Комо) | Клима (Комо) | Клима (Комо) |
| Показатељ \ Месец          | .Јан.        | .Феб.        | .Мар.        | .Апр.        | .Мај.        | .Јун.        | .Јул.        | .Авг.        | .Сеп.        | .Окт.        | .Нов.        | .Дец.        | .Год.        |
| -------------------------- | ------------ | ------------ | ------------ | ------------ | ------------ | ------------ | ------------ | ------------ | ------------ | ------------ | ------------ | ------------ | ------------ |
| Средњи максимум, °C (°F)   | 6,6 (43,9)   | 8,8 (47,8)   | 12,7 (54,9)  | 17,1 (62,8)  | 21,1 (70)    | 25,4 (77,7)  | 28,3 (82,9)  | 27,1 (80,8)  | 23,6 (74,5)  | 18,1 (64,6)  | 11,6 (52,9)  | 7,7 (45,9)   | 28,3 (82,9)  |
| Средњи минимум, °C (°F)    | −3,4 (25,9)  | −2,5 (27,5)  | 2,6 (36,7)   | 6,1 (43)     | 11,6 (52,9)  | 15,7 (60,3)  | 18,1 (64,6)  | 17,5 (63,5)  | 11,0 (51,8)  | 7,0 (44,6)   | 3,2 (37,8)   | −1,4 (29,5)  | −3,4 (25,9)  |
| Количина падавина, mm (in) | 69 (27,2)    | 76 (29,9)    | 117 (46,1)   | 107 (42,1)   | 161 (63,4)   | 134 (52,8)   | 85 (33,5)    | 136 (53,5)   | 116 (45,7)   | 125 (49,2)   | 129 (50,8)   | 63 (24,8)    | 1,318 (519)  |
| [ тражи се извор ]         |              |              |              |              |              |              |              |              |              |              |              |              |              |

## Историја
Простор око језера Комо насељен је касно, јер мочварни терен око језера праисторијски човек није умео контролисати. У 5. веку п. н. е. у ову област долазе Гали, и након победе над Етрурцима присвајају територију Кома. Они су, судећи по књигама Тита Оливија, подигли чак низ утврђених замака око такозваног Комум Оппидума. Први контакт с Римом успостављен је 196. п. н. е., када је римски конзул у тешкој бици освојио ту област. У Комо тада долази Помпеј Страбон и започиње обнову града.
У време када је Римско царство било на удару варвара, Комо су запоседали Готи, Хуни, Лангобарди, Франци и коначно Оти, свесни његовог важног стратешког значаја. Међутим, становници Кома су се мирно покоравали дошљацима и настављали да се развијају захваљујући пре свега занатлијама и трговцима. Касније, као потпуно самостална градска општина, Комо је често ратовао с Миланом. Битке су биле дуге и резултовале су рушењем зидина оба града. По склапању мира, зидине Кома су обновљене и изграђени су изванредни споменици архитектуре у романском стилу - Црква светог Карпофора - подигнута на месту паганског храма посвећеном Меркуру, Црква светог Абондија — никла на темељу старе хришћанске цркве посвећене светом Петру и Павлу, и многе друге. У то време изграђен је и замак Барадело ван зидина града и Врата тврђаве, импозантан улаз у тврђаву висок 40 m. Почиње и изградња главног сакралног објекта — Катедрале.
На власт убрзо долази Шпанија и заводи два века страховладе, неиздрживих пореза, отимања. Тај период сматра се најмрачнијим у историји Кома, после кога следи благи опоравак уз аустријску управу. Под Маријом Терезијом и Јосифом II у Кому поново оживљавају текстилна индустрија и израда намештаја. Улаже се у науку, а богате породице такмиче се у изградњи вила за одмор на обали језера. Доводе се надалеко познати архитекти, који у чистом неокласичном стилу граде вилу Олмо (данас најпознатија вила на језеру, у којој се налази „Александар Волта“ - центар за науку), вилу Салацар, вилу Сапорити (у којој је Наполеон преноћио приликом посете Кому) и многе друге. И Катедрала је након четири века изградње коначно завршена. После уједињења Италије, Комо постаје средиште уметности и израде свиле, по којој је и данас познат.

## Становништво
Према резултатима пописа становништва 2011. у општини је живело 82.045 становника.
| 1931.  | 1936.  | 1951.  | 1961.  | 1971.  | 1981.  | 1991.  | 2001.  | 2011.  |
| ------ | ------ | ------ | ------ | ------ | ------ | ------ | ------ | ------ |
| 60.128 | 62.415 | 70.447 | 81.983 | 97.996 | 95.571 | 87.059 | 78.680 | 82.045 |

Комо данас има преко 85.000 становника, махом Италијана. Током протеклих деценија у град се доселило много досељеника из иностранства, највише са Балкана.

## Туризам
Град Комо је данас прворазредно туристичко одредиште, а градска околина са бројним вилама и палатама је веома привлачна за богате светске људе, који се чето воде одмарају.
Град Комо и језеро Комо се може осмотрити с разних страна и из многих перспектива. Можда најбољи први утисак оставља поглед с брда Барадело, на коме се налази замак и парк с археолошким ископинама. До њега води аутобус, али се и шетњом кроз парк може лако стићи. Следећи корак је шетња кроз старо језгро града Кома, а то је уједно и шетња кроз историју и културу целе области. Једна на другу наслањају се цркве, базилике, палате из 12, 15. и 18. века, ренесансне куће, антикварнице познате у целом свету. Шетајући, уживате у споју модерног и традиционалног - испред школе стоје многе паркиране веспе, сада већ заштитни симбол италијанске омладине, а поред њих колонада римских стубова из 1. века нове ере. Све је мирно, успавано, све одише атмосфером малог средњовековног града у ком се производи најквалитетнија свила.
Језгром града доминира Катедрала, грађена од 14. до 18. века, тако да и сама обухвата читаво једно раздобље развоја и мењања Кома. Док се приближавате обали језера, показују се обриси модерне Италије, јер се указују бутици, ексклузивни ресторани, хотели. Ипак, и даље је Комо место састајања писаца, уметника, антиквара, јер је заиста уклопио стари шарм с обележјима модерне Италије. Насеља на језеру су мала и повезана, тако да се кривудавим, уским улицама може обићи цео западни крак језера. Краљица језера је Белађо (Белаггио), кога зову и „бисером Кома“. Свака вила одише посебним архитектонским стилом, свака има базен и глисер. Улице су препуне мотоциклиста и радозналих туриста који воле да завире у животе „бесмртника“.

## Партнерски градови
- Нетанја
- Фулда
- Tōkamachi
- Nablus

## Галерија
- Градска катедрала
- Градски кеј
- Вила Олмо
- Градско приобаље